# Планетариум „Рио Тинто Алкан“
„Рио Тинто Алкан“ (на френски: Planétarium Rio Tinto Alcan; на английски: The Rio Tinto Alcan Planetarium) е съвременният планетариум в Монреал, Канада.
Намира се в непосредствена близост до Олимпийския стадион, Ботаническата градина и музея „Биодом“. Открит е официално на 6 април 2013 година. Той е наследник на стария монреалски планетариум, наречен „Доу“, намирал се в центъра на града и функционирал от 1 април 1966 до 10 октомври 2011 година. Новият планетариум се състои от 2 отделни прожекционни зали, както и изложбено пространство с експозиции на тема астрономия и космос. Сградата е построена от архитектурно бюро „Cardin + Ramirez et Associés, Architectes“ и открита на тържествена церемония от кмета на Монреал Жан Драпю.
Планетариумът „Рио Тинто Алкан“ е част от музейния комплекс „Пространство за живот“ (на английски: Space for Life; на френски: Éspace pour la vie), който представлява клъстер от музеи, тематично свързани с природата и устойчивото развитие. Самата сграда на планетариума има сертификат за платинен LEED статут (от Leadership in Energy and Environmental Design, „Лидерство в енергийния и природосъобразен дизайн“). Построена от алуминий и бетон, постройката съдържа експозиционна площ и две куполообразни прожекционни зали, наречени „Хаос“ и „Млечен път“. Арт-директори са Мишел Лемийо и Виктор Пилон.
Посетителите могат да избират измежду две програми, всяка от които се състои от две прожекции – по една във всяка от залите. Едната прожекция е посветена на науката астрономия, докато другата представя един по-артистичен поглед към космоса. В експозиционната площ са изложени метеорити и дисплеи с тъчскрийн панели, които дискутират произхода на живота и възможността за съществуване на живот в други светове, т.нар. екзобиология. Всички прожекции и експозиции са както на френски, така и на английски език.